# Transdanubia

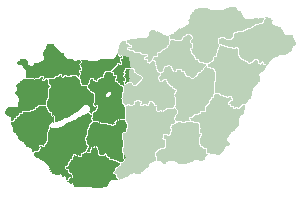
Transdanubia

Transdanubia (tiếng Hungary: Dunántúl; tiếng Đức: Transdanubien, tiếng Ba Lan: Transdanubia; tiếng Croatia: Prekodunavlje hoặc Zadunavlje, tiếng Slovak: Zadunajsko) nghĩa chữ là "Vùng đất bên kia sông Danube", là một vùng truyền thống ở phần phía tây Hungary.
Transdanubia cũng có thể đề cập đến các quận 21 và 22 của Vienna, là những quận của Vienna nằm ở bờ trái (phía đông) sông Danube.

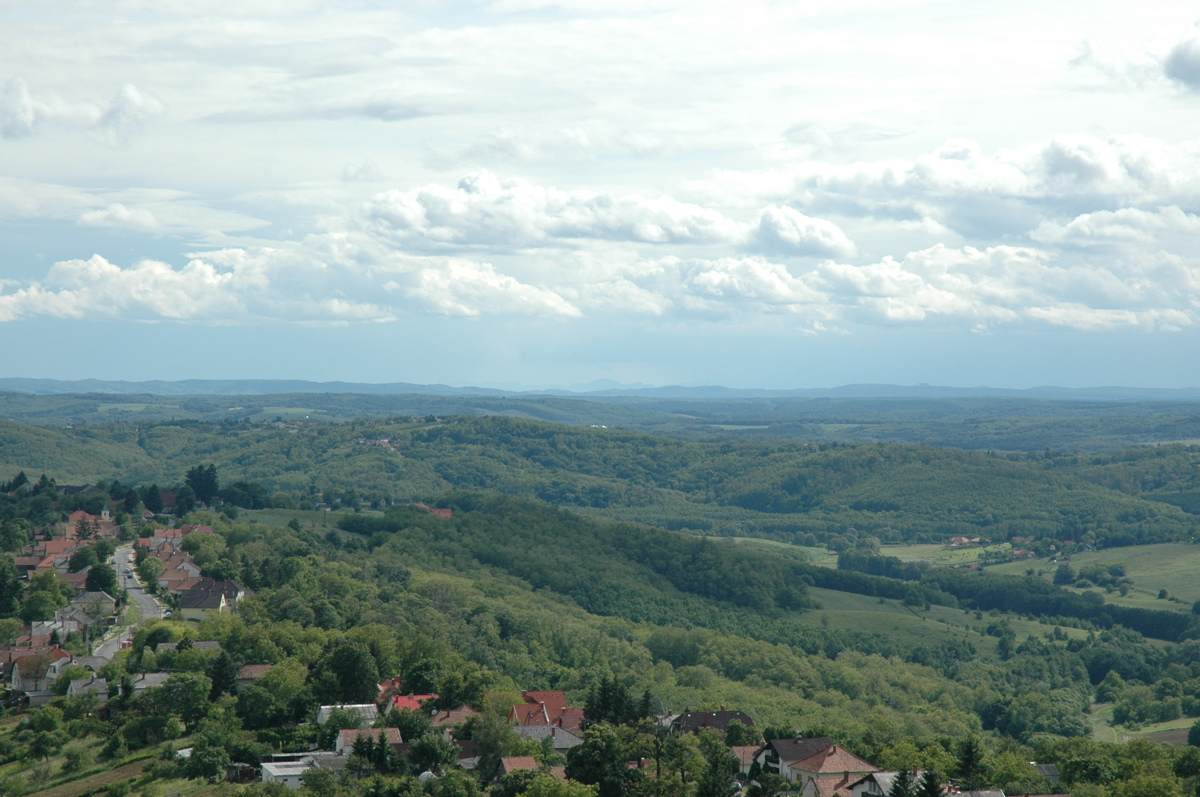

## Giải thích truyền thống
Biên giới của Transdanubia là sông Danube ở phía bắc và phía đông, sông Drava và sông Mura ở phía nam, và chân núi Alps nằm dọc biên giới giữa Hungary và Áo ở phía tây.
Theo quy ước hiện nay liên quan đến Hungary, Transdanubia bao gồm các hạt Győr-Moson-Sopron, Komárom-Eszterermo, Fejér, Veszprém, Vas, Zala, Somogy, Tolna, Baranya và một phần của Pest nằm ở phía tây sông Danube.